# ’Âor Chrŏu (dystrykt)
’Âor Chrŏu (khm. ស្រុកអូរជ្រៅ) – dystrykt (srŏk) w północno-zachodniej Kambodży, w zachodniej części prowincji Bântéay Méanchey. Zajmuje powierzchnię 545,81 km². W 2008 roku zamieszkiwany przez 47 196 mieszkańców. Jest jednym z 9 dystryktów w prowincji.

## Położenie
Dystrykt graniczy z:
- Tajlandią i dystryktem Svay Chék od północy,
- dystryktem Seirei Saôphoăn od wschodu,
- dystryktami Môngkôl Borei i Malai od południa,
- dystryktem miejskim Paôypêt od zachodu.

## Podział administracyjny
W skład dystryktu wchodzi 7 gmin (khŭm):
| L.p. | Nazwa gminy   | Populacja | Powierzchnia (w km²) | Gęstość zaludnienia (os./km²) | Typ gminy     | Kod NIS |
| ---- | ------------- | --------- | -------------------- | ----------------------------- | ------------- | ------- |
| 1    | Chângka       | 5930      | 66,32                | 89,4                          | gmina wiejska | 010501  |
| 2    | Koub          | 7859      | 77,49                | 101,4                         | gmina wiejska | 010502  |
| 3    | Kuttasat      | 5151      | 46,44                | 110,9                         | gmina wiejska | 010503  |
| 4    | ’Âor Beichoăn | 10 657    | 90,52                | 117,70                        | gmina wiejska | 010509  |
| 5    | Sâmraông      | 7445      | 96,46                | 77,2                          | gmina wiejska | 010505  |
| 6    | Soengh        | 6051      | 89,97                | 67,3                          | gmina wiejska | 010507  |
| 7    | Souphi        | 4103      | 78,60                | 52,2                          | gmina wiejska | 010506  |

Do 2008 roku w skład dystryktu wchodziły dodatkowo gminy Nimitt oraz Paôypêt. Wraz z wprowadzeniem zmian w administracyjnych w 2008 roku obie utworzyły dystrykt miejski Paôypêt

## Kody
- kod HASC[4] (Hierarchical administrative subdivision codes) – KH.OM.OC
- kod NIS (National Institute of Statistics)[4] – 0105